# Apollon Nikolajevič Majkov
Apollon Nikolajevič Majkov, rusky Аполлон Николаевич Майков, (23. května/4. června 1821 Moskva – 8. března/20. března 1897 Sankt-Petěrburg) byl ruský básník, jeden z nejvýznamnějších představitelů artistního proudu v ruském básnictví druhé poloviny 19. století.

## Život
Apollon Nikolajevič Majkov se narodil 23. května 1821 v Moskvě do šlechtické rodiny. Jeho otec, Nikolaj Majkov, byl akademickým malířem. Matka, Jevgenija Majkova, byla známá jako spisovatelka a básnířka. Část dětství prožil u své babičky ve vesnické usedlosti na území tehdejší Moskevské gubernie. Zde se zrodila jeho láska k přírodě, kterou později přenesl i do svých děl. Ve 12 letech se spolu s rodinou odstěhoval do Petrohradu. Dům, ve kterém žili, byl místem, kde se setkávala celá řada významných umělců 30. a 40. let 19. století. Docházel tam např. I. A. Gončarov, I. I. Panajev nebo F. M. Dostojevskij.
Majkov vždy snil o kariéře malíře. K jeho rozhodnutí stát se spisovatelem přispělo jednak kladné hodnocení jeho básnických prvotin ze strany Pletněva a Nikitěnka, profesorů tehdejší petrohradské univerzity, na jejichž přednášky Majkov docházel a jednak oční vada, jenž mu nedovolovala naplno se věnovat výtvarné činnosti.
V letech 1837–1841 se věnoval studiu práv na Petrohradské univerzitě, kde se začal podrobněji zabývat historií starověkého Řecka a Říma. Tento zájem se později odrazil také v jeho literární tvorbě.
Roku 1842 vyšla první básnická sbírka, za niž Majkov získal finanční odměnu od samotného Mikuláše I. Peníze využil na cestování po evropských zemích. Přibližně jeden rok strávil v Itálii, kde navštěvoval nejrůznější muzea a umělecké galerie. Pobyt v prostředí tohoto okouzlujícího města měl pozitivní vliv na jeho budoucí literární tvorbu. Jeho dalšími zastávkami byla města Paříž a Praha. V Praze se seznámil s Václavem Hankou a Pavlem Josefem Šafaříkem. Setkání s těmito význačnými osobnostmi českého národního obrození probudilo u básníka silný zájem o slovanskou minulost a kulturu. Se svými dojmy z cest se Majkov podělil ve sbírce Očerki Rima, publikované roku 1847 v Petrohradu.
Po návratu ze zahraničí roku 1844 začal pracovat jako pomocný knihovník v Rumjancevově muzeu. Když se muzeum přestěhovalo do Moskvy, zahájil Majkov své působení v petrohradském cenzurním výboru, kde mimo jiné vykonával také funkci předsedy. V této instituci strávil téměř 45 let svého života. Během druhé poloviny 40. let se na krátkou chvíli sblížil s kroužkem M. V. Petraševského. Apollon Nikolajevič Majkov zemřel 27. února 1897 na zápal plic.

## Dílo
Majkov byl stoupencem klasicistních básnických tradic. Jeho tvorba se zakládá především na kultu poezie antické a klasické (jak evropské, tak i ruské). Mezi charakteristické prvky jeho poezie patří např. epikurejské pojímání života, plastičnost popisu či vizuálnost básnických představ.
Své první verše začal básník uveřejňovat v soukromém rukopisném časopise Podsněžnik (rusky Подснежник) a v almanachu Lunnyje noči (rusky Лунные ночи) v druhé polovině 30. let. Na publikování časopisu Podsněžnik se podíleli např. básníkův bratr Valerian, Gončarov i matka Jevgenija. Majkov mimo jiné spolupracoval s časopisy Sovremennik (rusky Современник) a Otečestvennyje zapiski (rusky Отечественные записки), vystupoval s články o umění v duchu naturální školy.
Jeho tvorba zahrnuje řadu veršovaných cyklů, epických poém a lyrických dramat. Náměty čerpal především ve starověké a středověké historii. V některých dílech řeší problematiku střetu křesťanství a pohanství. S tímto tématem se můžeme setkat například v básni Dva mira (1872, 1881).
Básník se po duchovní stránce ztotožňoval s A. Grigorjevem, N. Strachovem a F. Dostojevským. Hlavní úkol umění podle Majkova spočíval v prohlubování povědomí lidí o národní historii. On sám je kupříkladu autorem volných překladů a stylizací některých běloruských a srbských lidových písní. Za jedno z nejvýznamnějších autorových děl je považován překlad staroruského hrdinského eposu Slovo o pluku Igorově.

### Poémy
- Dvě suďby (1845, Две судьбы)
- Mašen´ka (1846, Машенька)
- Klermontskij sobor (1853, Клермонтский собор)

### Básnické sbírky
- Stichotvorenija Apollona Majkova (1842, Стихотворения Аполлона Майкова)
- Očerki Rima (1847, Очерки Рима)
- Vjeka i narody (1854–1888, Века и народы)
- Novogrečeskije pesni (1858–1872, Новогреческие песни)
- Neapolitanskij al´bom (1858, Неаполитанский альбом)

### Dramata
- Dva mira (1872, 1881; Два мира)
- Tri smerti (1851, Три смерти)
- Smerť Ljucija (1863, Смерть Люция)